# Apotritia walkeri
Apotritia walkeri är en kvalsterart som beskrevs av Norton och Lions 1992. Apotritia walkeri ingår i släktet Apotritia och familjen Synichotritiidae. Inga underarter finns listade i Catalogue of Life.